# Halowe Mistrzostwa Europy w Lekkoatletyce 1970 – bieg na 60 m przez płotki kobiet
Bieg na 60 metrów przez płotki kobiet – jedna z konkurencji biegowych rozgrywanych podczas halowych lekkoatletycznych mistrzostw Europy w hali Stadthalle w Wiedniu. Eliminacje i półfinały zostały rozegrane 14 marca, a bieg finałowy 15 marca 1970. Zwyciężyła reprezentantka Niemieckiej Republiki Demokratycznej Karin Balzer, która obroniła tytuł zdobyty na poprzednich igrzyskach.

## Rezultaty

### Eliminacje
Rozegrano 3 biegi eliminacyjne, do których przystąpiło 14 biegaczek. Awans do półfinału dawało zajęcie jednego z pierwszych czterech miejsc w swoim biegu (Q).
Opracowano na podstawie materiału źródłowego.
Bieg 1
| Miejsce | Zawodniczka          | Czas | Uwagi |
| ------- | -------------------- | ---- | ----- |
| 1       | Karin Balzer         | 8,3  | Q     |
| 2       | Mary Peters          | 8,5  | Q     |
| 3       | Meta Antenen         | 8,5  | Q     |
| 4       | Iwanka Koszniczarska | 8,7  | Q     |
| 5       | Emina Pilav          | 8,7  |       |

Bieg 2
| Miejsce | Zawodniczka     | Czas | Uwagi |
| ------- | --------------- | ---- | ----- |
| 1       | Lia Chytrina    | 8,2  | Q     |
| 2       | Mieke Sterk     | 8,5  | Q     |
| 3       | Teresa Nowak    | 8,5  | Q     |
| 4       | Milena Piačková | 8,6  | Q     |
| 5       | Katalin Balogh  | 8,7  |       |

Bieg 3
| Miejsce | Zawodniczka       | Czas | Uwagi |
| ------- | ----------------- | ---- | ----- |
| 1       | Teresa Sukniewicz | 8,6  | Q     |
| 2       | Heide Rosendahl   | 8,6  | Q     |
| 3       | Valeria Bufanu    | 9,2  | Q     |
| 4       | Christa Knöppel   | 9,3  | Q     |

### Półfinały
Rozegrano 2 biegi półfinałowe, w których wystartowało 12 biegaczek. Awans do finału dawało zajęcie jednego z trzech pierwszych miejsc w swoim biegu (Q).
Opracowano na podstawie materiału źródłowego.
Bieg 1
| Miejsce | Zawodniczka     | Czas | Uwagi |
| ------- | --------------- | ---- | ----- |
| 1       | Lia Chytrina    | 8,3  | Q     |
| 2       | Teresa Nowak    | 8,5  | Q     |
| 3       | Mieke Sterk     | 8,5  | Q     |
| 4       | Mary Peters     | 8,7  |       |
| 5       | Valeria Bufanu  | 8,9  |       |
| –       | Heide Rosendahl | DNS  |       |

Bieg 2
| Miejsce | Zawodniczka          | Czas | Uwagi |
| ------- | -------------------- | ---- | ----- |
| 1       | Karin Balzer         | 8,3  | Q     |
| 2       | Teresa Sukniewicz    | 8,5  | Q     |
| 3       | Iwanka Koszniczarska | 8,7  | Q     |
| 4       | Milena Piačková      | 8,7  |       |
| 5       | Meta Antenen         | 8,7  |       |
| 6       | Christa Knöppel      | 9,2  |       |

### Finał
Opracowano na podstawie materiału źródłowego.
| Miejsce | Zawodniczka          | Czas | Uwagi |
| ------- | -------------------- | ---- | ----- |
| 1       | Karin Balzer         | 8,2  | WR    |
| 2       | Lia Chytrina         | 8,2  | WR    |
| 3       | Teresa Sukniewicz    | 8,5  |       |
| 4       | Teresa Nowak         | 8,5  |       |
| 5       | Mieke Sterk          | 8,6  |       |
| 6       | Iwanka Koszniczarska | 8,8  |       |